# Nassau (cráter)

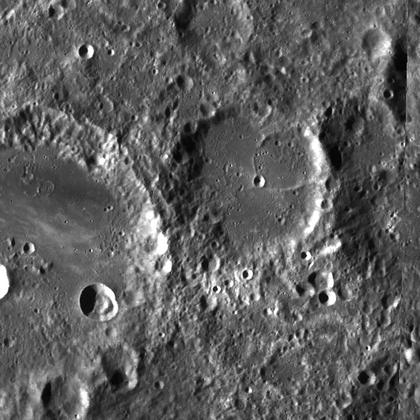
Fotografía de la misión Lunar Reconnaissance Orbiter

Nassau es un cráter de impacto perteneciente a la cara oculta de la Luna. Se apoya contra el borde noreste del cráter con forma de "8" Van de Graaff. Al sureste de Nassau se halla el cráter Leeuwenhoek, y al este aparece Orlov.
|  |

El cráter tiene un brocal algo erosionado, con pequeños impactos localizados a través del borde en sus lados este, noroeste y sudoeste. En la pared interior del suroeste, donde el cráter se une a Van de Graaff, una cresta de material se extiende hacia el norte a través del suelo interior. La parte inferior del cráter está casi nivelada, pero aparece marcada por varios pequeños cráteres. El más notable de estos cráteres interiores se encuentra cerca del punto medio.

## Cráteres satélite
Por convención estos elementos son identificados en los mapas lunares poniendo la letra en el lado del punto medio del cráter que está más cercano a Nassau.
|        | \| Nassau \| Coordenadas \| Diámetro \| \| ------ \| -------------------------------- \| -------- \| \| D \| 23°42′S 179°12′O / -23.7, -179.2 \| 62 km \| \| F \| 24°42′S 179°12′O / -24.7, -179.2 \| 112 km \| \| Y \| 22°30′S 176°48′E / -22.5, 176.8 \| 38 km \| |          |
| Nassau | Coordenadas | Diámetro |
| D      | 23°42′S 179°12′O / -23.7, -179.2 | 62 km    |
| F      | 24°42′S 179°12′O / -24.7, -179.2 | 112 km   |
| Y      | 22°30′S 176°48′E / -22.5, 176.8 | 38 km    |